# Honda HR-V
El Honda HR-V es un vehículo utilitario deportivo compacto del segmento B y segmento C para sus últimas dos generaciones producido por el fabricante japonés Honda entre 1999 y 2006 en su primera versión y posteriormente, a partir del 2014, vuelve en una segunda generación.
En su presentación, Honda dijo que el nombre HR-V significa Hi-rider Revolutionary Vehicle.
La primera generación del HR-V estaba basada en el Honda Logo. Se comercializó del año 1999 al 2006 en Europa, Japón y algunos mercados Asia-Pacífico. Hubo modelos con tres puertas (1999-2003) y cinco puertas (1999-2006). Las dos configuraciones se llamaron internamente GH2 y GH4.
Después de un periodo de ausencia entre 2006 y 2013, Honda utilizó de nuevo el nombre para una segunda generación de HR-V basado en la tercera generación del Honda Fit. La producción comenzó a finales del 2013 para el mercado doméstico japonés (como Honda Vezel) y en el 2015 para América del Norte, Australia, Brasil y algunos mercados asiáticos ya designado como HR-V. 
El HR-V se introdujo para atender la demanda de vehículos con los beneficios de unos SUV (en particular, su hermano mayor el Honda CR-V) incluyendo el aumento de espacio de carga, mayor visibilidad, junto con la conducción, rendimiento y gasto de combustible de un coche más pequeño. Conocido como uno de los primeros vehículos de bajas emisiones y por su carácter único, el HR-V se considera uno de los primeros SUV crossovers.

## Primera generación (1999-2006)

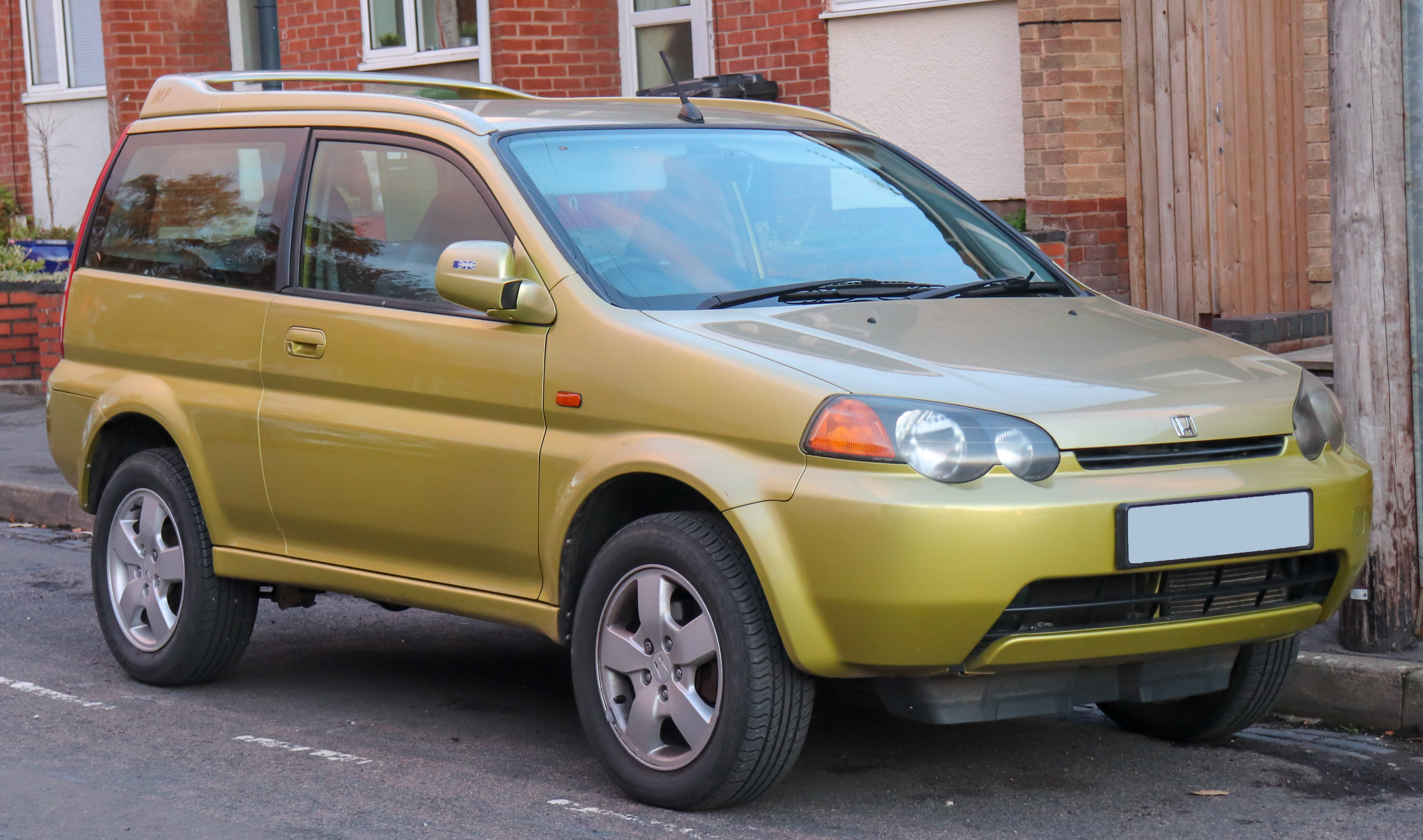
HR-V 1.6 de 1999

Diseñado originalmente como el concept car "Wild and Joyfull J-WJ" y exhibido en el Salón del Automóvil de Tokio en 1997, el HR-V surgió como un vehículo todo terreno futurista y ligero en 1998. El Honda HR-V fue puesto en producción debido a su popularidad y se comercializó hacia un grupo demográfico más joven como el "Joy Machine" en 1999. El HR-V enviado a Europa, con las motorizaciones D16W1/D16W2 1.6L SOHC o el motor D16W5 1.6L SOHC VTEC, equipado con una transmisión continuamente variable (y una caja de cambios automática también como opción), la principal crítica de la HR-V fue la falta de una opción de motor diésel. Las versiones de tres puertas se interrumpieron en 2003 y las de 5 puertas en 2006. 
El sistema Real Time 4WD viene del Honda CR-V y utiliza una bomba hidráulica en el diferencial trasero donde el sistema 4WD se activa hidráulica mente cuando las ruedas delanteras pierden tracción. El HR-V también utiliza mejoras en los ejes de transmisión y suspensión. Las diversas versiones se produjeron para Australia, Nueva Zelanda, Filipinas, la costa del Pacífico y Japón. El HR-V fue revisado en 2002 con algunos cambios de diseño exterior y un nuevo interior. Adelantado a su tiempo en términos de diseño para la seguridad del peatón, el HR-V tiene capacidad para cuatro personas y dispone de modernas características de seguridad tales como frenos ABS con EBD (repartidor electrónico), doble SRS (sistema de sujeción suplementario airbags), así como otras características tales como espejos eléctricos, elevalunas eléctricos, asientos traseros plegables, dirección asistida, ventanas con absorción de calor, aire acondicionado, faros antiniebla delanteros y alerón trasero con luz de freno con tecnología LED. Es la mezcla perfecta entre estilo y practicidad. Un auto pensado para satisfacer las necesidades del consumidor mientras ofrece una experiencia de manejo realmente placentera. En el 2018, HR-V introduce por primera vez la versión Touring.[cita requerida]

### Galería

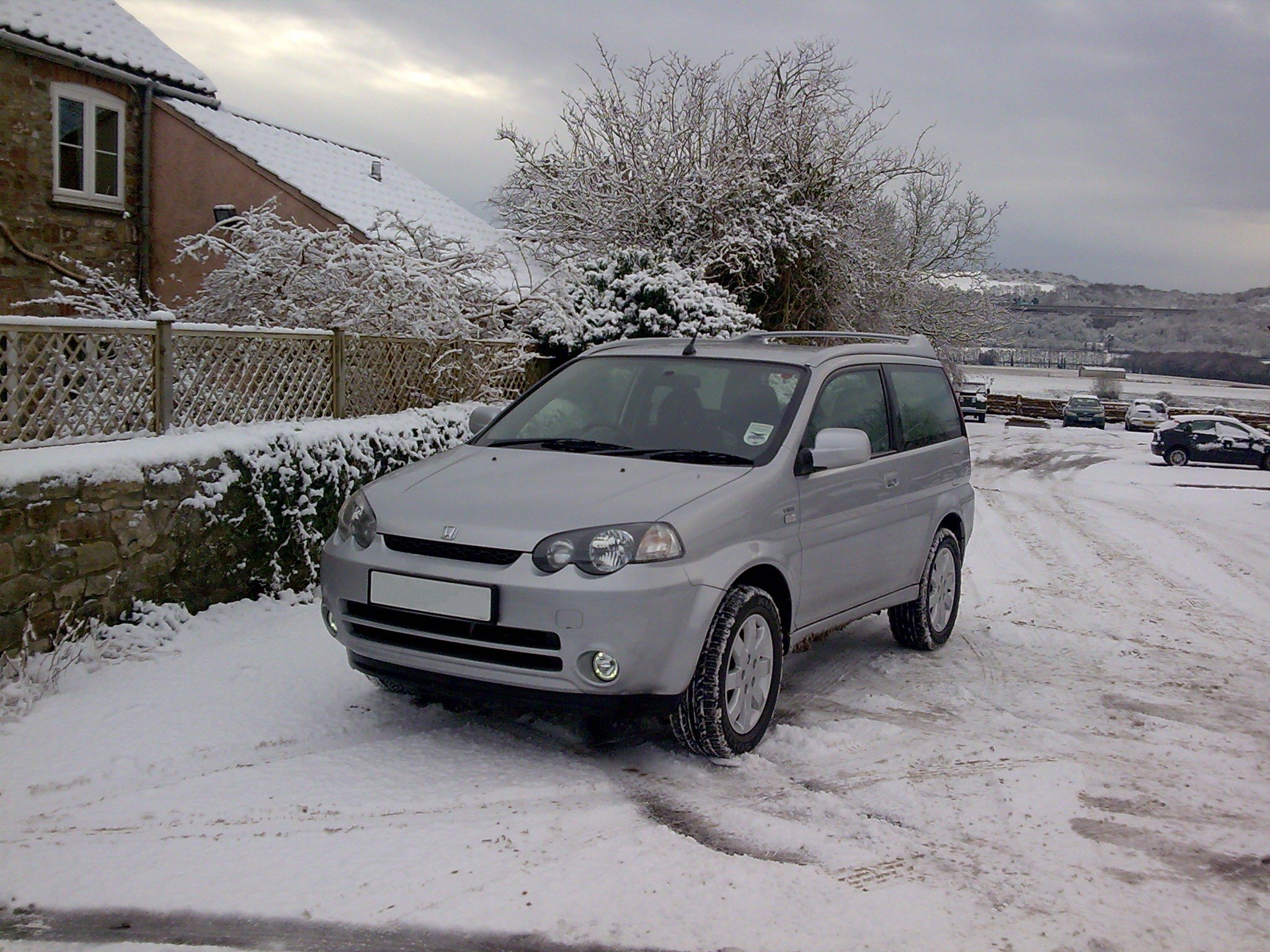
Lado frontal Honda HR-V, de dos puertas.
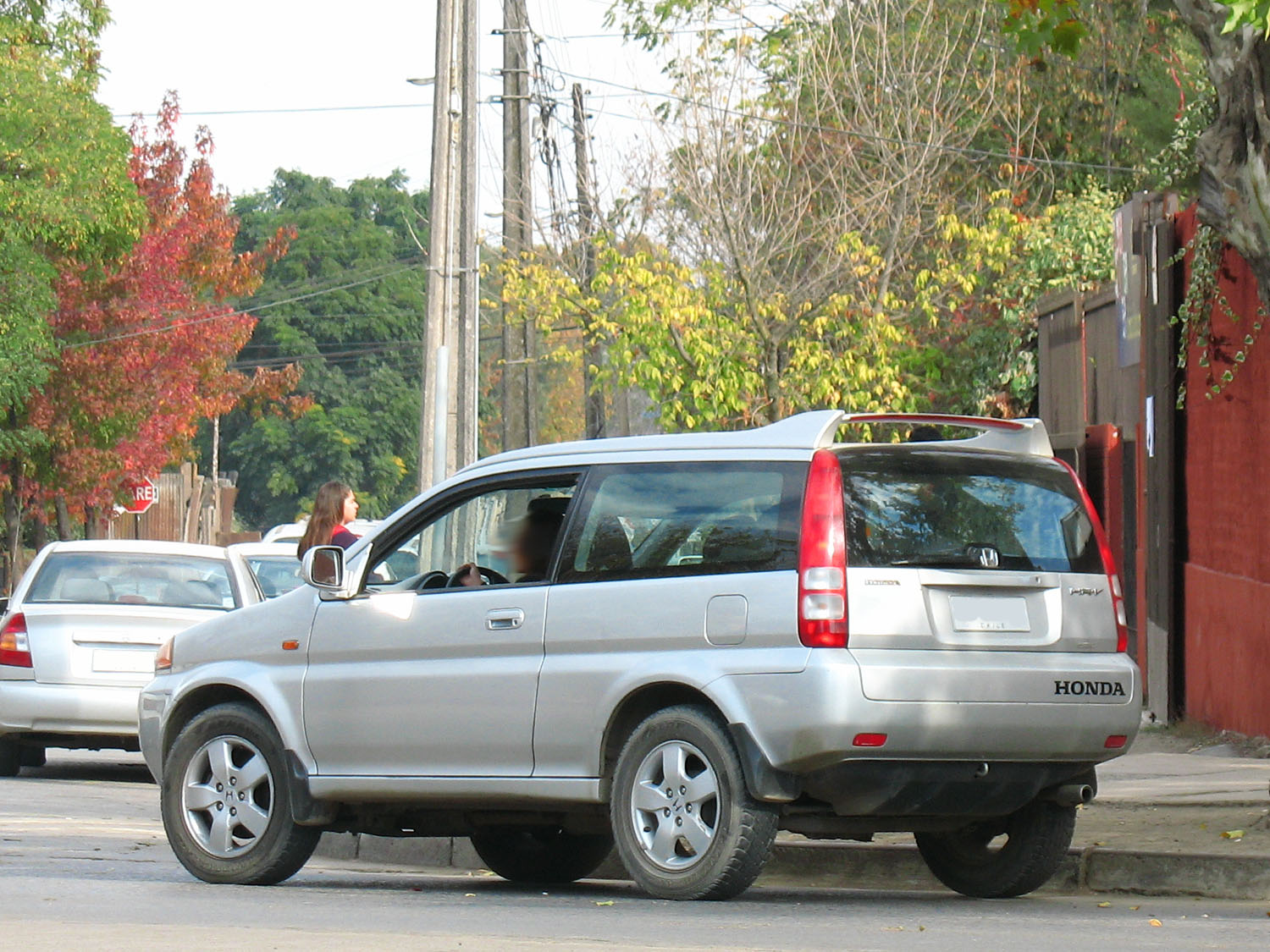
Lado posterior Honda HR-V, de dos puertas.
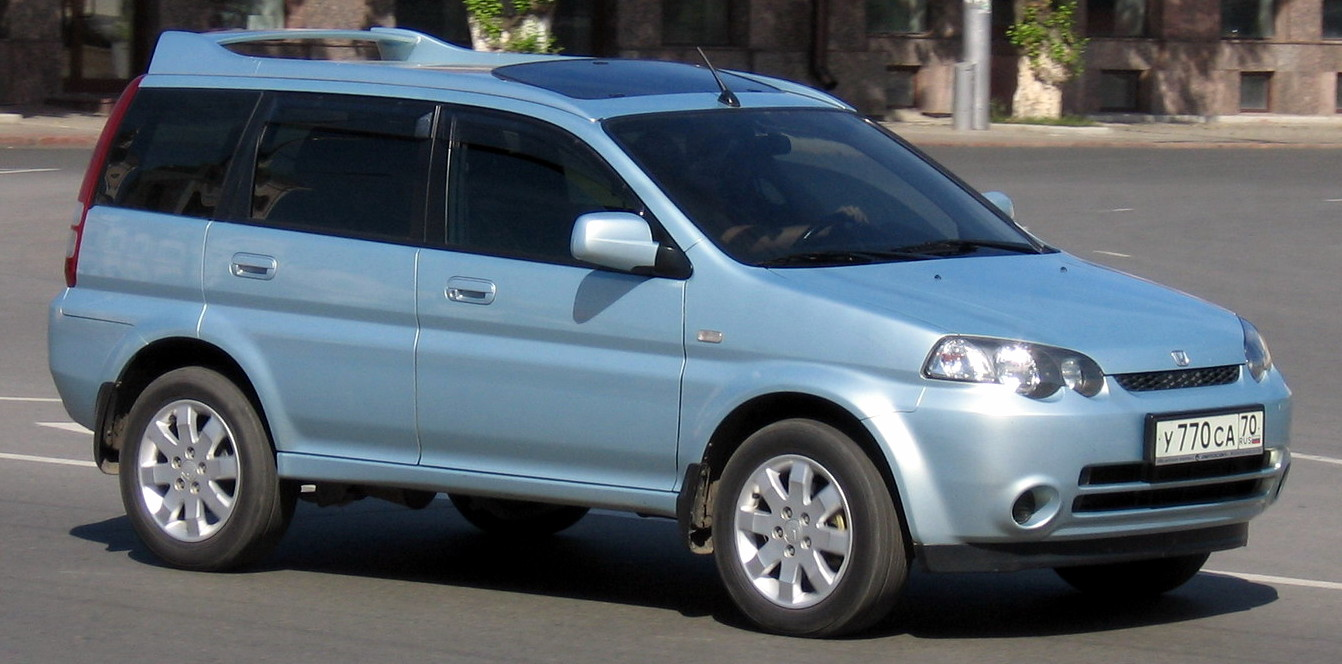
Honda HR-V, de cuatro puertas.
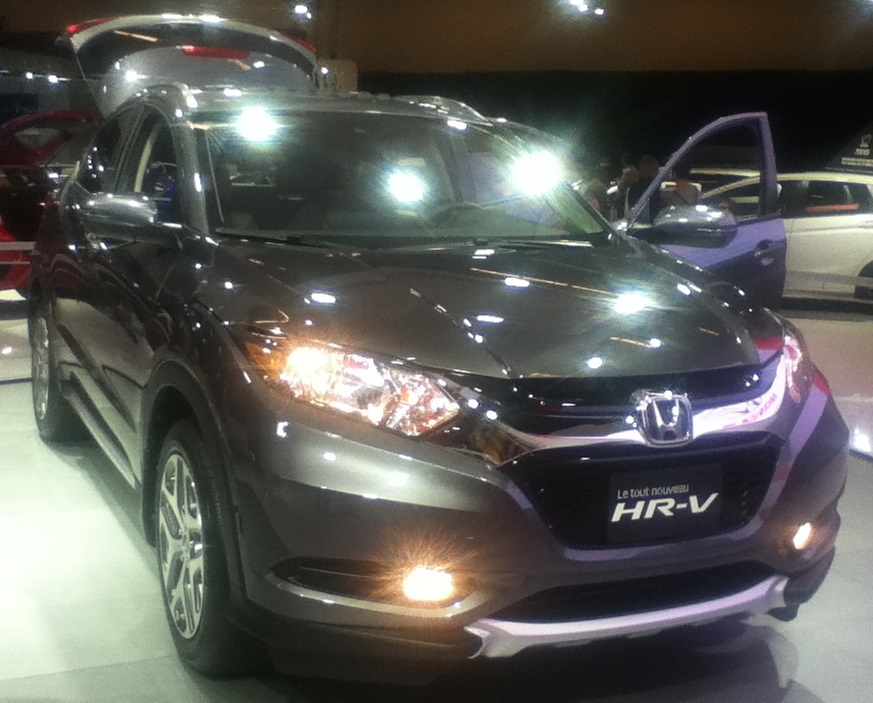
honda HR-V

## Segunda generación (2016-2022)

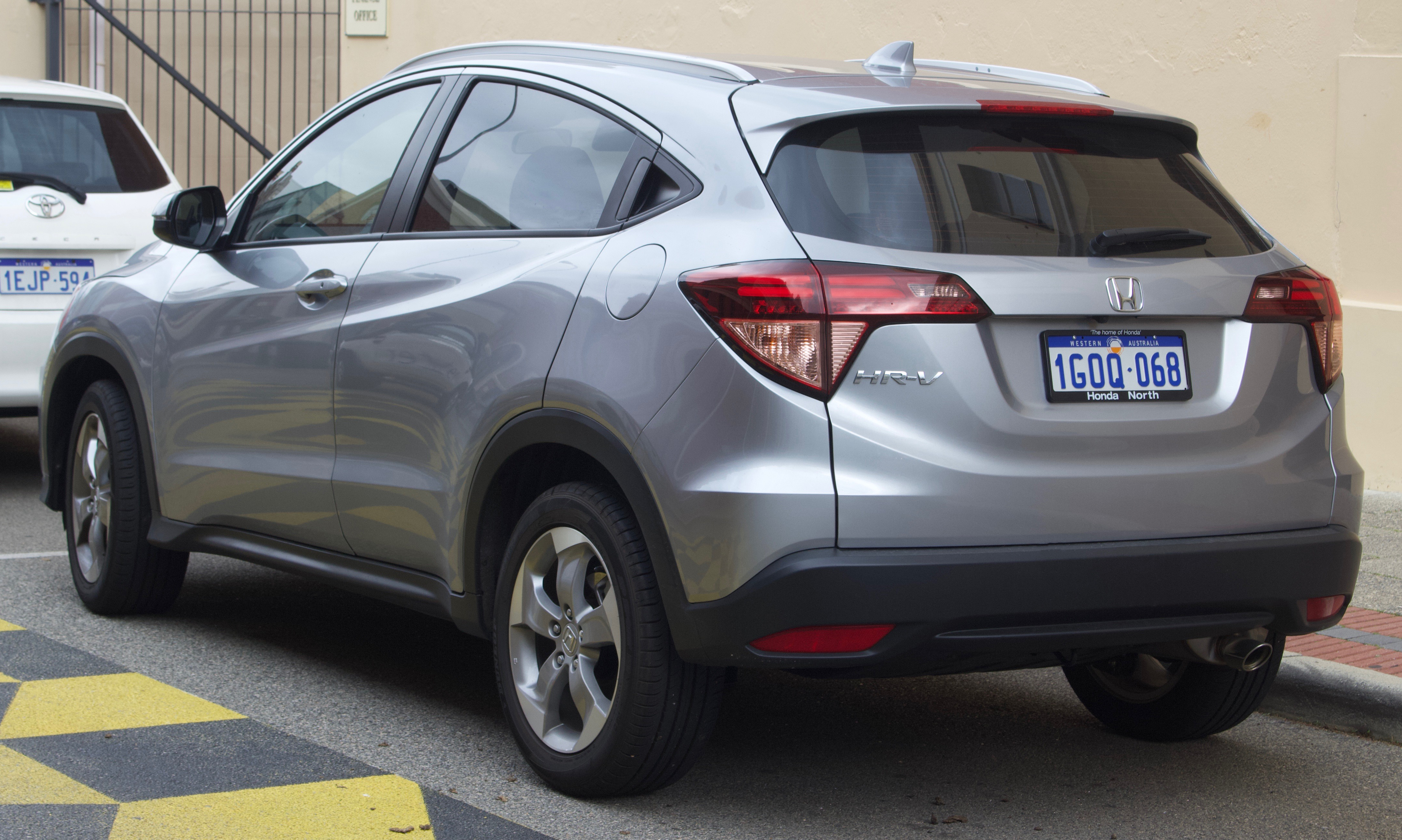
HR-V VTi-S Wagon de 2018

La segunda generación de Honda HR-V debutó en el Salón del Automóvil de Nueva York de 2014 como un concept car. Con el modelo de producción revelado más tarde, el Honda SUV compacto HR-V quedó listo para ensamblar de nuevo en 2015. 
Honda comenzó a fabricar en el 2015 la reedición de este vehículo también con el nombre de HR-V en algunos países, pero en otros fue comercializado con el nombre de Vezzel. En América fue producido en Argentina (Planta Campana), en Brasil (Planta de Sumare) y México (Planta Celaya) para el mercado norteamericano.
En el mercado estadounidense, el HR-V es fabricado en la planta de ensamblaje de Honda Celaya, junto con Fit y salió a la venta en mayo de 2015 como modelo 2016. Es propulsado por un motor SOHC i-VTEC l4 de 1,8 litros de 141 hp de potencia, acoplado a una transmisión estándar de 6 velocidades o una continuamente variable (CVT) como modelos automáticos y de tracción delantera (FWD). Está clasificada en la prueba de emisiones con unos resultados de 28/35/31 mpg (ciudad/ carretera/ combinado) o 27/32/29 mpg para modelos de tracción total (AWD).
Su carrocería utiliza grados de acero de ultra alta resistencia del 27%, de cualquiera de 780, 980 o 1.500 MPa de límite de elasticidad. 
En Asia, el mercado de Tailandia HR-V salió a la venta en noviembre de 2014. Es impulsado por el motor de 1,5 o 1,8 litros con tres grados, a saber, EL, E y S. Se ampliaron las ventas de HR-V a otros mercados asiáticos en el 2015. Fue introducido en Taiwán en octubre de 2016 y solo está disponible con el motor de 1,8 litros. Viene en tres diferentes modelos de acabado, el VTi, VTi-S y S, que van en el precio de NT $ 749.000 a 849.000. Todos los modelos incluyen la transmisión CVT, con el VTi con seis relaciones (incluyendo L), mientras que el VTi-S y S viene con cinco relaciones, pero cuenta con levas manuales si se quiere tomar el control del engranaje. 
El HR-V del mercado brasileño, montado localmente en la planta de Honda en el estado de Sao Paulo e importado de Argentina, salió a la venta en el primer trimestre de 2015 como el modelo de 2016, compitiendo con el Nuevo Jeep Renegade, Ford Ecosport y Renault Duster. Para los primeros nueve meses de 2015, la producción de Honda en Brasil informó que aumentaría en un 20% como resultado del lanzamiento de HR-V en comparación con una caída del 20% para la industria.[cita requerida]

### Seguridad
|                              |               |
| En general:                  | 5/5 estrellas |
| Conductor frontal:           | 4/5 estrellas |
| Pasajero delantero:          | 4/5 estrellas |
| Pasajero lateral:            | 5/5 estrellas |
| Conductor lateral:           | 5/5 estrellas |
| Conductor del poste lateral: | 5/5 estrellas |
| Rollover:                    | / 15.3%       |